# Arthur Hanse
Arthur Hanse (Paris, 10 de fevereiro de 1993) é um esquiador alpino que representa Portugal. Representou Portugal nos Jogos Olímpicos de Inverno de 2014 nas provas de slalom e de slalom gigante. Hanse é filho de emigrantes portugueses e vive em França. Hanse competiu por França até novembro de 2013.
Representará Portugal nos Jogos Olímpicos de Inverno de 2018.